# Green River (Saint John River)
Der Green River (englisch für „grüner Fluss“; Alternativname: Rivière Verte) ist ein 83 km langer linker Nebenfluss des Saint John River in der kanadischen Provinz New Brunswick.

## Verlauf
Der Green River entsteht am Zusammenfluss seiner beiden Quellflüsse Wild Goose Branch und Pemouet Branch auf einer Höhe von etwa 320 m im Osten der Monts Notre-Dame, einem Gebirgszug der Appalachen. Das Quellgebiet reicht bis auf eine Höhe von 640 m. Der Green River fließt in südlicher Richtung, die ersten 10 km innerhalb des Restigouche County (Comté de Restigouche), anschließend im Madawaska County (Comté de Madawaska). Nach 30 km passiert er den weiter westlich gelegenen See First Lake, der in ihn entwässert wird. 28 km oberhalb der Mündung wird der Fluss durch ein Wehr zum Étang Deuxieme-Sault aufgestaut. 5 km oberhalb der Mündung überquert der Trans-Canada Highway den Green River. Dieser mündet schließlich südöstlich von Rivière-Verte auf einer Höhe von 140 m in den Saint John River.

## Hydrologie
Der Green River entwässert ein Areal von etwa 1150 km². Der mittlere Abfluss 5 km oberhalb der Mündung beträgt 26,4 m³/s. Die höchsten Abflüsse werden gewöhnlich zwischen April und Juni gemessen.

## Étang Deuxieme-Sault
Der Green River wird durch ein Wehr (⊙) auf einer Länge von etwa 2 km zum Étang Deuxieme-Sault aufgestaut. Der See besitzt eine Wasserfläche von 61,74 ha. Sein Volumen beträgt 2,588 Mio. m³. Die maximale Wassertiefe liegt bei 6,1 m. Der See bildet ein Erholungsgebiet und Angelgewässer. Im See kommen Bachsaibling und die Saugkarpfenart Catostomus catostomus (englisch „Longnose Sucker“) vor.